# Priscilla Dean
Priscilla Dean (25 de noviembre de 1896 – 27 de diciembre de 1987) fue una actriz teatral y cinematográfica estadounidense, activa en la época del cine mudo.

## Biografía

### Carrera
Nacida en Nueva York en el seno de una familia dedicada al teatro (su madre era la popular actriz teatral Mary Preston Dean), Priscilla Dean debutó sobre las tablas a los cuatro años de edad, actuando en obras protagonizadas por sus padres. A partir de entonces siguió la carrera teatral a la vez que recibía educación en una escuela religiosa hasta los catorce años de edad. Tras dejar los estudios trabajó en el teatro a la vez que intentaba iniciarse en el mundo del cine.
Dean debutó en la pantalla a los catorce años, actuando en cortos de Biograph Company y otros estudios. Finalmente fue contratada por Universal Studios en 1911, alcanzando pronto popularidad como protagonista femenina en la serie de comedias de Eddie Lyons y Lee Moran.
Alcanzó el estrellato tras actuar en The Gray Ghost en 1917. Tras este film, tuvo bastante éxito en su carrera. Sin embargo, la trayectoria de Dean se vio seriamente afectada con la llegada del cine sonoro. Ella siguió rodando varias películas de bajo presupuesto para estudios independientes en los años 1930, pero nunca volvió a alcanzar la fama obtenida con el cine mudo.

### Vida personal
Dean se casó con Wheeler Oakman, que también estaba contratado por Universal, actuando ambos en The Virgin of Stamboul y Outside the Law. Se divorciaron a mediados de los años 1920, y al final de esa década se casó con Leslie Arnold, que era famoso como uno de los pilotos del espectáculo aéreo "Around The World Flyers". Estuvieron casados hasta morir él a mediados de los años 1960. No tuvo hijos.
Priscilla Dean falleció en su domicilio en Leonia, Nueva Jersey, el 27 de diciembre de 1987, como consecuencia de las secuelas de una caída que había sufrido en el mes de septiembre anterior. Tenía 91 años de edad. Sus restos fueron incinerados.

## Galería fotográfica

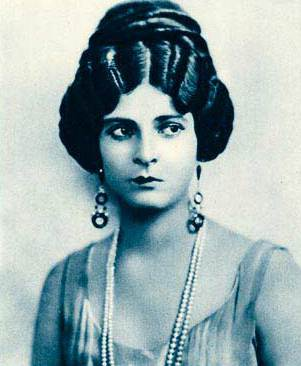
Foto publicitaria en la revista Stars of the Photoplay, 1924.
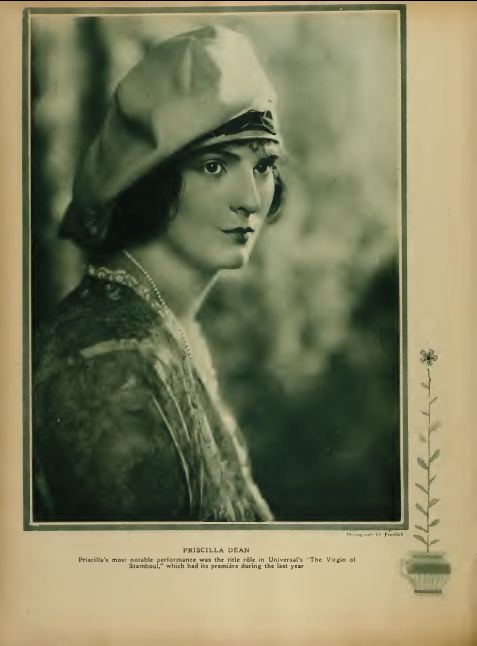
En la revista Motion Picture Classic, 1920.
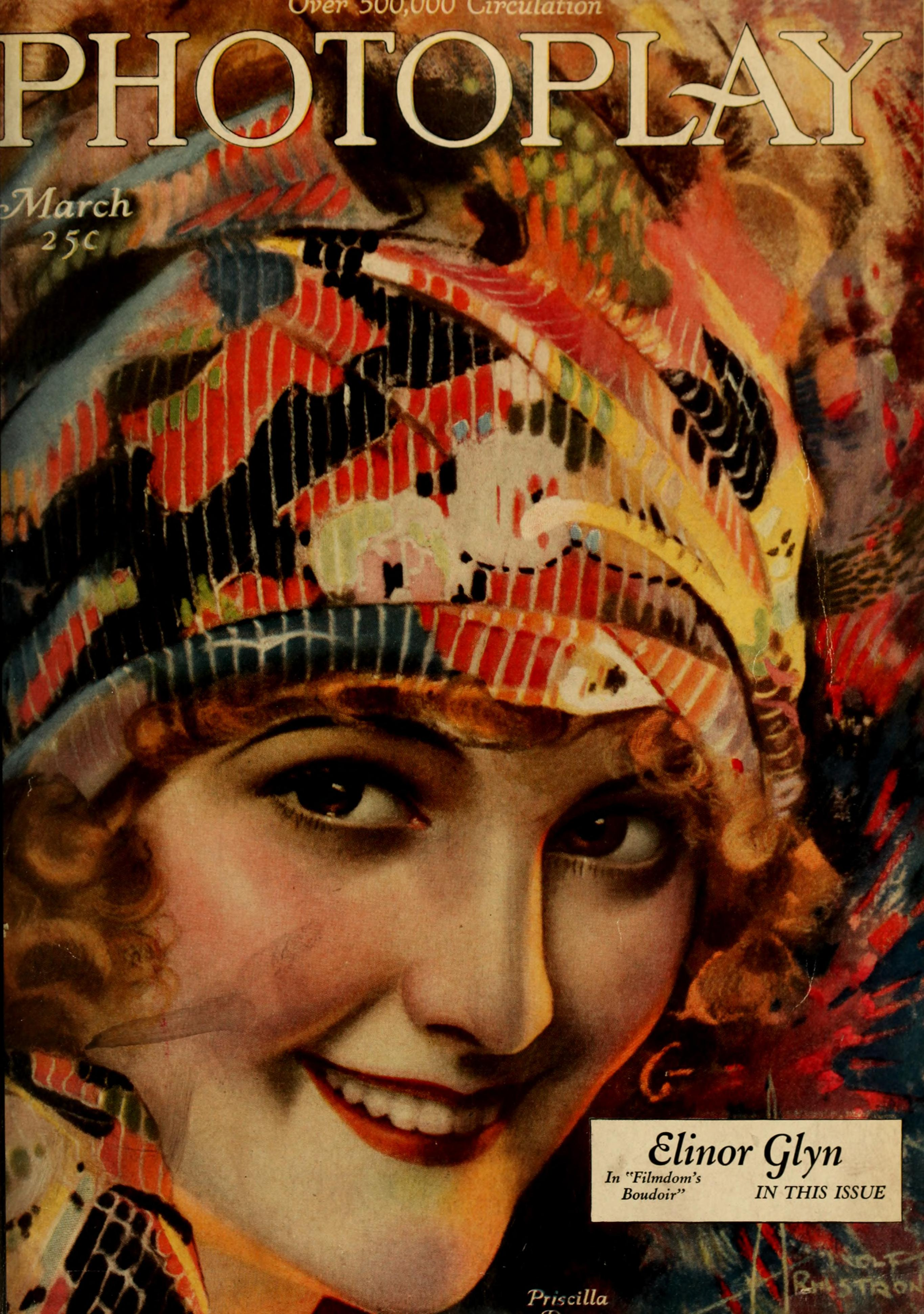
En la portada de la revista Photoplay, marzo de 1921.
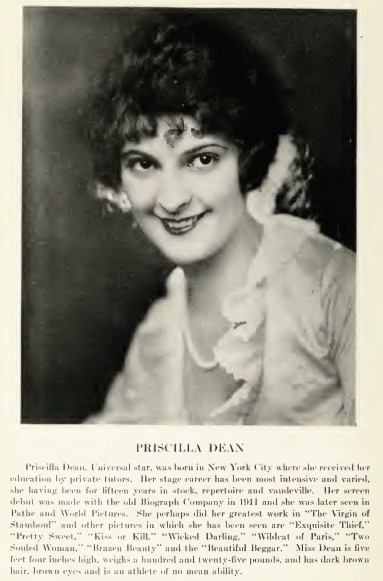
Priscilla Dean en Who's Who on the Screen, 1920.
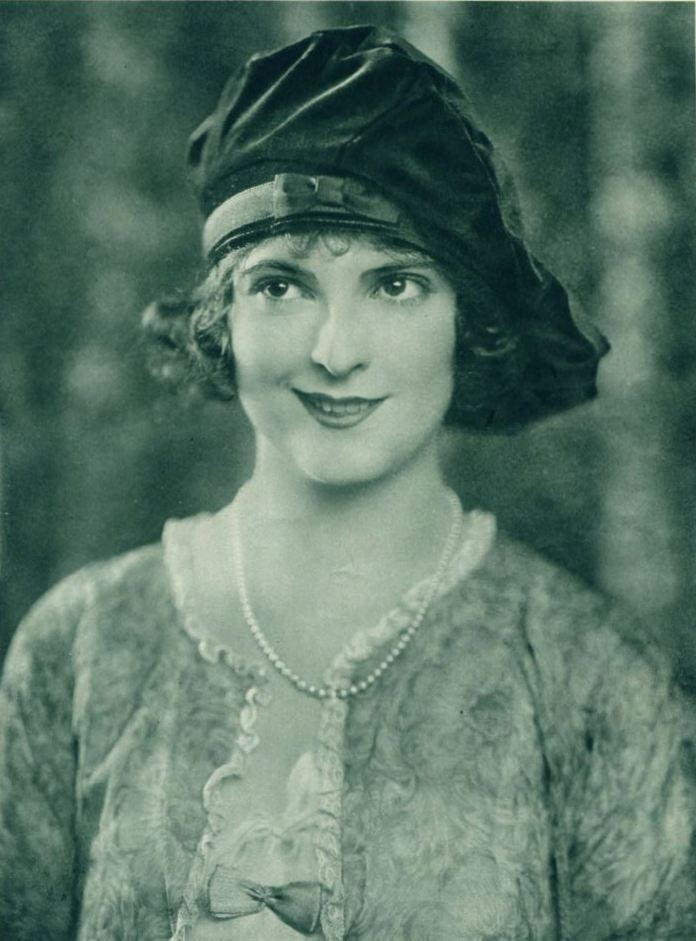
En una página de Photoplay, enero de 1921.

## Filmografía completa
- A Blot on the 'Scutcheon, de D. W. Griffith (1912)
- He Had But Fifty Cents (1912)
- The Man Who Wouldn't Marry, de Walter Edwin (1913)
- Mother, de Maurice Tourneur (1914)
- The Heiress and the Crook (1914)
- Oh, for the Life of a Fireman! (1916)
- Bungling Bill's Burglar, de John Francis Dillon (1916)
- Igorrotes' Crocodiles and a Hat Box, de John Francis Dillon (1916)
- Heaven Will Protect a Woiking Goil, de John Francis Dillon (1916)
- Love, Dynamite and Baseballs, de John Francis Dillon (1916)
- More Truth Than Poetry, de John Francis Dillon (1916)
- Bungling Bill's Peeping Ways, de John Francis Dillon (1916)
- Search Me!, de John Francis Dillon (1916)
- The Social Pirates, de James W. Horne (1916)
- The Lion Hearted Chief, de John Francis Dillon (1916)
- Knocking Out Knockout Kelly, de John Francis Dillon (1916)
- Caught with the Goods, de Eddie Lyons y Lee Moran (1916)
- Beer Must Go Down, de Eddie Lyons y Lee Moran (1916)
- He Maid Me, de Eddie Lyons y Lee Moran (1916)
- All Bets Off, de Eddie Lyons y Lee Moran (1916)
- The Battle of Chili Con Carne, de Louis Chaudet (1916)
- Broke But Ambitious, de Louis Chaudet (1916)
- The Terrible Turk, de Louis Chaudet (1916)
- Tigers Unchained, de James W. Horne (1916)
- The Boy from the Gilded East, de Louis Chaudet (1916)
- Nobody Guilty, de Louis Chaudet (1916)
- A Silly Sultan, de Louis Chaudet (1916)
- Model 46, de Louis Chaudet (1916)
- With the Spirit's Help, de Louis Chaudet (1916)
- When the Spirits Fell, de Louis Chaudet (1916)
- Almost Guilty, de Louis Chaudet (1916)
- His Own Nemesis, de Louis Chaudet (1916)
- The Barfly, de Louis Chaudet (1916)
- Love and a Liar, de Louis Chaudet (1916)
- A Political Tramp, de Louis Chaudet (1916)
- Knights of a Bathtub, de Louis Chaudet (1916)
- How Do You Feel?, de Louis Chaudet (1916)
- The White Turkey, de Louis Chaudet (1916)
- Pass the Prunes, de Louis Chaudet (1916)
- Two Small Town Romeos, de Louis Chaudet (1916)
- It Sounded Like a Kiss, de Louis Chaudet (1916)
- The Bad Man of Cheyenne, de Fred Kelsey (1917)
- Treat 'Em Rough, de Louis Chaudet (1917)
- Why, Uncle!, de Louis Chaudet (1917)
- Goin' Straight, de Fred Kelsey (1917)
- Even As You and I, de Lois Weber (1917)
- Somebody Lied, de Ben F. Wilson (1917)
- Hand That Rocks the Cradle, de Phillips Smalley y Lois Weber (1917)
- The Gray Ghost, de Stuart Paton (1917)
- Beloved Jim, de Stuart Paton (1917)
- The Two-Soul Woman, de Elmer Clifton (1918)
- Which Woman?, de Tod Browning y Harry A. Pollard (1918)
- The Brazen Beauty, de Tod Browning (1918)
- Kiss or Kill, de Elmer Clifton (1918)
- The Wildcat of Paris, de Joseph De Grasse (1918)
- She Hired a Husband, de John Francis Dillon (1918)
- Klever Kiddies (1919)
- The Wicked Darling, de Tod Browning (1919)
- The Silk-Lined Burglar, de John Francis Dillon (1919)
- The Exquisite Thief, de Tod Browning (1919)
- Pretty Smooth, de Rollin S. Sturgeon (1919)
- Paid in Advance, de Allen Holubar (1919)
- Forbidden, de Phillips Smalley y Lois Weber (1919)
- The Virgin of Stamboul, de Tod Browning (1920)
- Outside the Law, de Tod Browning (1920)
- Reputation, de Stuart Paton (1921)
- The Conflict, de Stuart Paton (1921)
- Wild Honey, de Wesley Ruggles (1922)
- Under Two Flags, de Tod Browning (1922)
- The Flame of Life, de Hobart Henley (1923)
- Drifting, de Tod Browning (1923)
- White Tiger, de Tod Browning (1923)
- The Storm Daughter, de George Archainbaud (1924)
- The Siren of Seville, de Jerome Storm y Hunt Stromberg (1924)
- A Cafe in Cairo, de Chester Withey (1924)
- The Crimson Runner, de Tom Forman (1925)
- The Danger Girl, de Edward Dillon (1926)
- Forbidden Waters, de Alan Hale, Sr. (1926)
- The Dice Woman, de Edward Dillon (1926)
- The Speeding Venus, de Robert Thornby (1926)
- West of Broadway, de Robert Thornby
- Jewels of Desire, de Paul Powell (1927)
- Birds of Prey, de William James Craft (1927)
- Slipping Wives, de Fred Guiol (1927)
- The Honorable Mr. Buggs, de Fred Jackman (1927)
- All for Nothing, de James Parrott (1928)
- Trapped, de Bruce M. Mitchell (1931)
- Law of the Sea, de Otto Brower (1931)
- Hollywood Halfbacks, de Charles Lamont (1931)
- Behind Stone Walls, de Frank R. Strayer (1932)
- Klondike, de Phil Rosen (1932)